# Cova da Iria

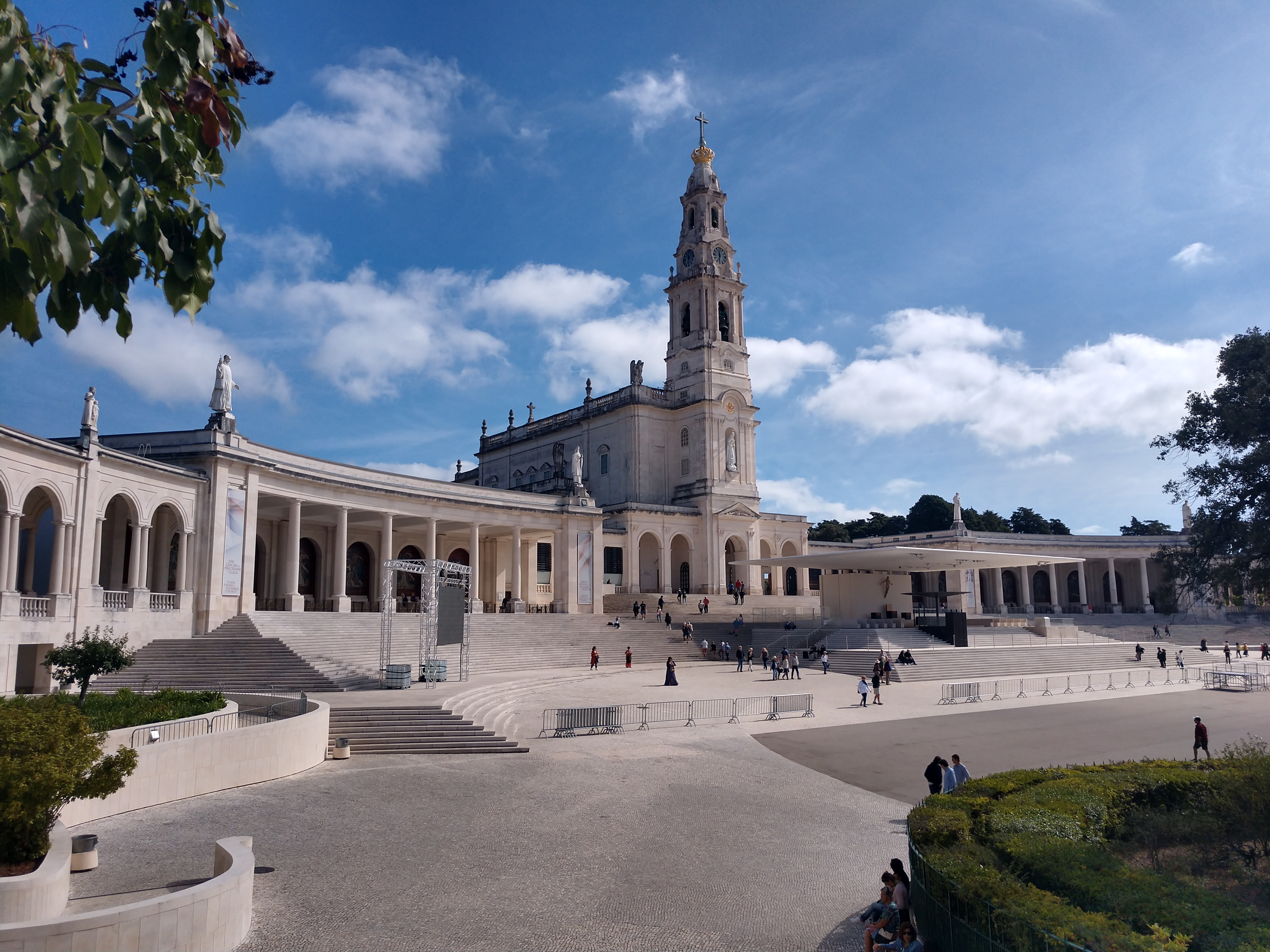
Le sanctuaire de Notre-Dame de Fátima situé à Cova da Iria, en Fátima, au Portugal.

Cova da Iria est un lieu-dit dans la ville et freguesia de Fátima, dans la municipalité de Ourém, district de Santarém, appartenant à la province de Beira Litoral, dans la région du Centre et de la sous-région de Moyen Tage, au Portugal.
C'est là où trois petits bergers de Fátima ont été témoins d’apparitions, désormais mondialement connues, de Notre-Dame de Fátima en 1917.
Ce quartier, considéré comme la zone noble de la ville de Fátima, comporte de nombreux couvents, hôtels et condominiums. Il est situé à proximité des lieux-dits d'Aljustrel, de Moita Redonda et de Valinhos.

## L'histoire

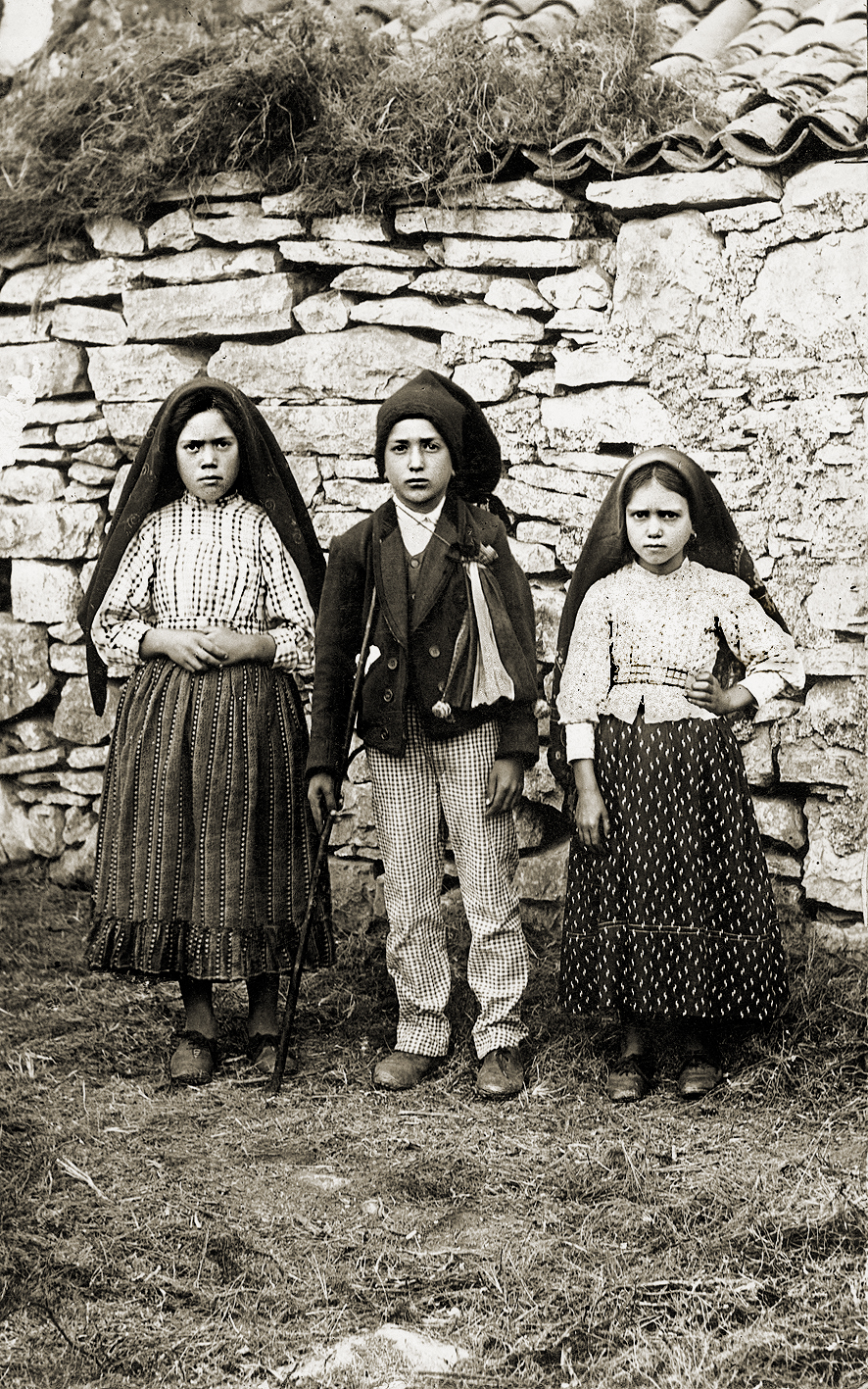
Lucie dos Santos (à gauche) avec ses cousins Francisco et Jacinthe Marto, 1917.

La Cova da Iria est à l'origine le nom donné à un vaste terrain qui appartient à la famille Dos Santos. Trois enfants de la famille, Francisco et Jacinthe Marto, et Lucie dos Santos (Sœur Lucie) sont témoins, selon l'Église catholique romaine, de plusieurs apparitions et de messages célestes de la Vierge Marie.
Les enfants font fréquemment paître les moutons de leur famille sur cette terre et en assurent la surveillance. Dans le puits d'eau de la maison de Lúcia, ils assistent tout d’abord à l'apparition d'un ange qui se présente comme l'ange gardien du Portugal. Selon la légende, le 13 mai 1917, vers midi, apparaît devant eux « une belle dame faite de lumière, tenant un chapelet à la main ». On raconte que soudain il y a eu de la foudre, et les enfants ont commencé à courir pour se mettre à l'abri. Juste au-dessus d'un chêne, ils revoient la vision de la femme, plus tard connue sous le nom de Notre-Dame du Rosaire de Fátima, qui leur demande de ne pas avoir peur. Elle leur dit : « Je viens du ciel ». Au total, ils voient la dame à six reprises, la dernière en date le 13 octobre 1917, lorsque se produit « le miracle du soleil ». Elle leur dit alors de prier avec le chapelet pour obtenir la fin de la Grande Guerre.
Dans les années 1920, une petite chapelle, plus tard appelée chapelle des apparitions, est construite à l’emplacement où la Vierge Marie est apparue aux trois pastoureaux, alors que les gens y faisaient déjà des pèlerinages dévotionnels. En octobre 1930, l'évêque de Leiria, Dom José Alves Correia da Silva, donne son sceau d'approbation aux apparitions de Notre-Dame de Fátima en écrivant dans une lettre pastorale : « Les visions des enfants dans la Cova da Iria sont dignes de foi ».

## Complexe religieux

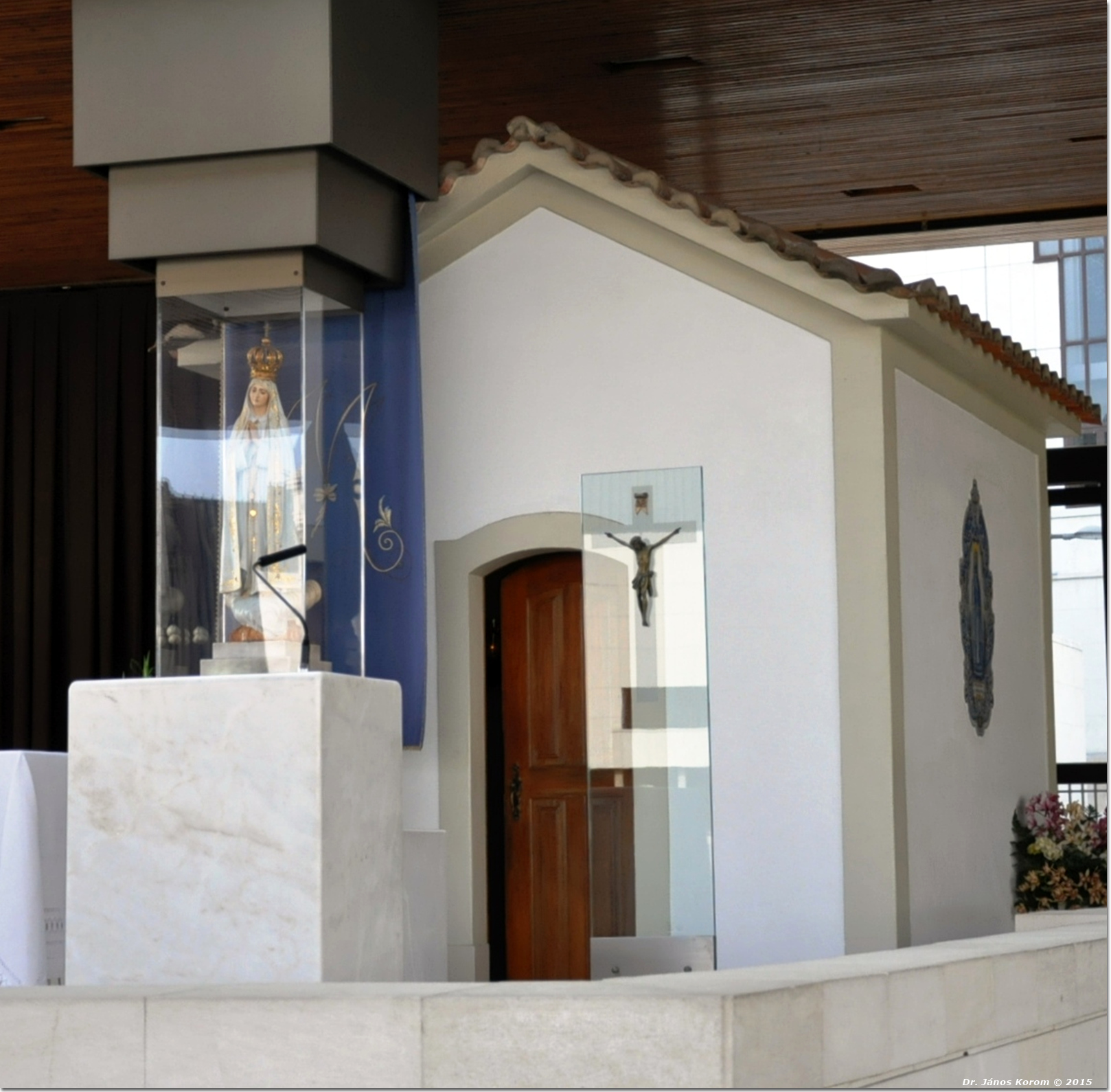
Chapelle des apparitions d’origine
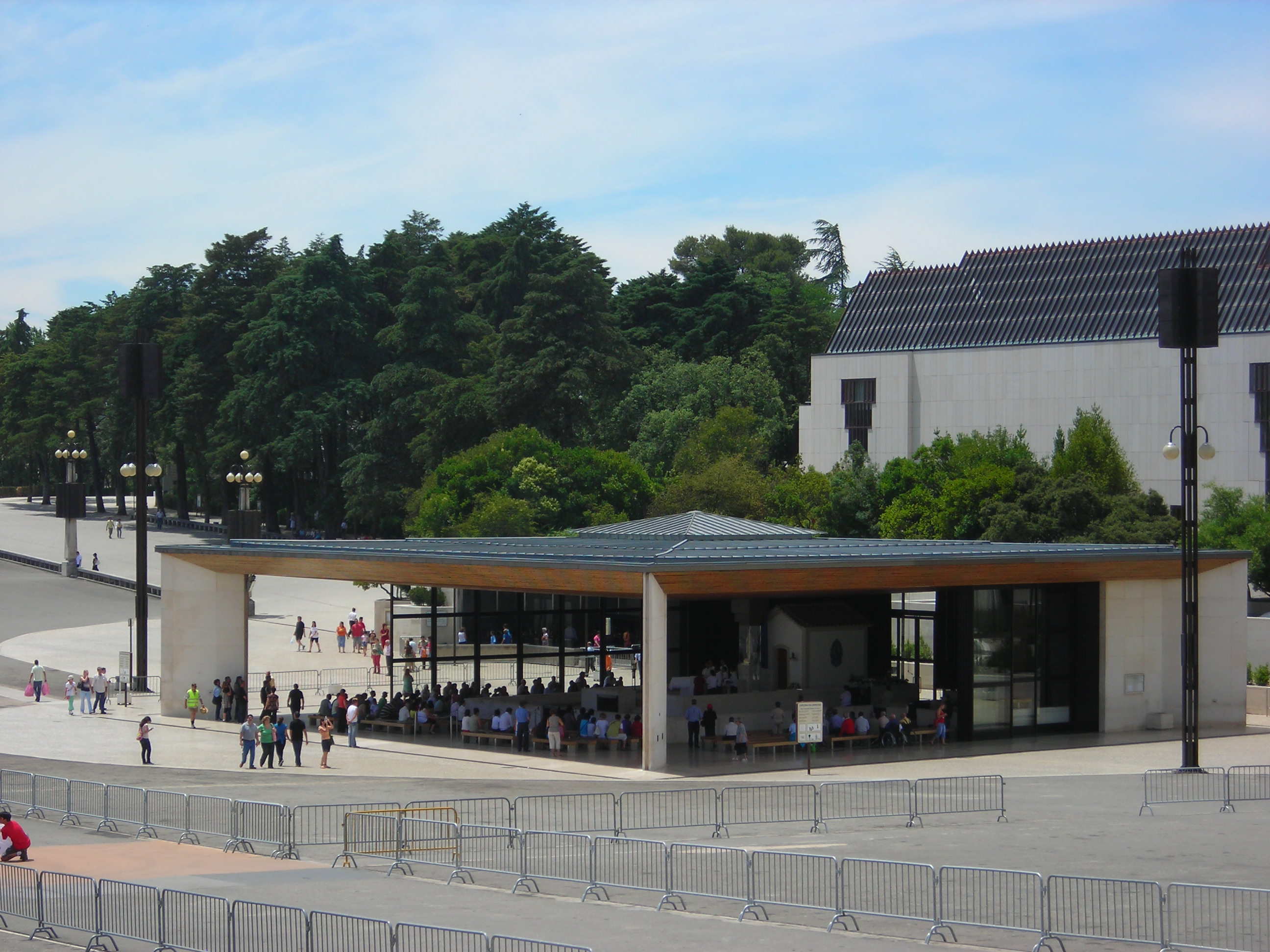
Vue générale de la chapelle des apparitions.
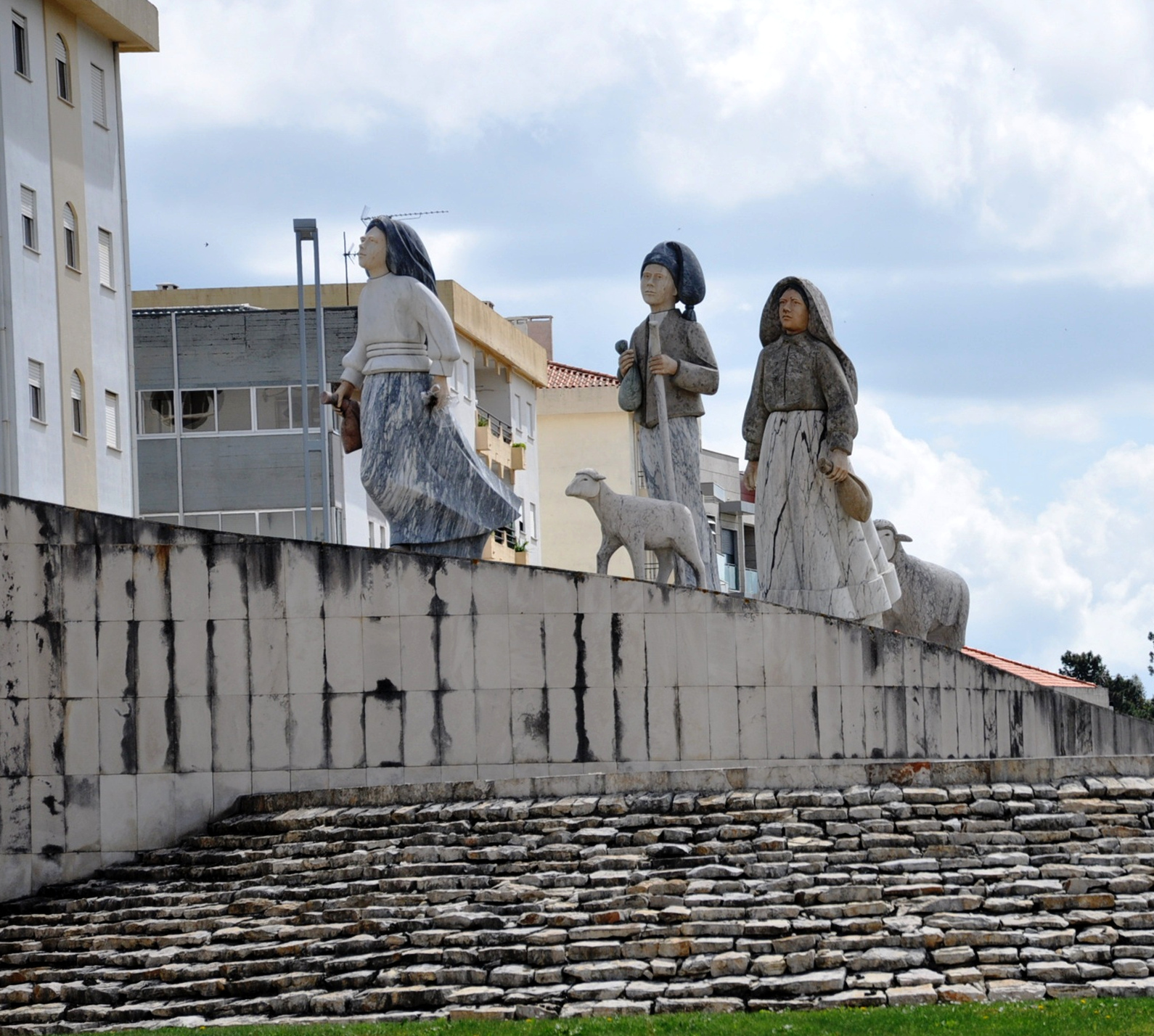
Monument aux petits bergers de Fátima, au rond-point sud et l'avenue qui leur est dédiée.

Depuis que le Saint-Siège a officiellement approuvé les apparitions mariales de Fátima et les messages transmis aux trois enfants bergers, le lieu est devenu un important centre de pèlerinage. Des gens du monde entier s'y rendent dans un esprit de foi et de pénitence. La chapelle a été agrandie et se trouve désormais intégrée à deux basiliques mineures dans le complexe du sanctuaire de Fátima. Sur le terrain se trouvent également des hôtels de luxe, de nombreux couvents et des installations médicales.
En raison de l’existence du sanctuaire de Notre-Dame de Fátima, construit à la Cova da Iria, la ville de Fátima est devenue l'une des plus importantes destinations internationales pour le tourisme religieux : en effet, elle reçoit entre six et huit millions de visiteurs par an.